# Susanna Pouwlina Storm-Mauve
Susanna Pouwlina Storm-Mauve (Haarlem, 8 november 1839- Bloemendaal (Noord-Holland), 15 september 1906) was een Nederlands alt, die bekend werd in Frankrijk.
Ze was dochter van predikant Willem Carel Mauve en Elisabeth Margaretha Hirschig. Broer Anton Mauve, een jaar ouder dan Susanna, was kunstschilder. Zelf trouwde ze in 1983 met bloemist Hendrik Anthonij Nicolaas Storm.
Van haar vooropleiding is weinig bekend, maar ze vervolgde haar studie, ook na haar huwelijk, bij Carl Schneider in Keulen, maar ook in Parijs. Ze werd dan ook bijna uitsluitend bekend onder haar huwelijksnaam. De opleiding in Parijs leverde haar vanwege haar hoede uitspraak van de Franse taal aanstellingen op als zangeres en pedagoge. Met name in het oeuvre van César Franck, die toen opgang deed, voelde zij zich thuis. In Parijs trof zij in Simon van Milligen een andere Nederlander; hij was er koordirigent. Ze werd vriendin van de familie Ernest Chausson. Hij zou een liederenbundel aan haar opgedragen hebben. Zij trad er veelvuldig op tijdens huiskamerconcerten. In de jaren nul van de 20e eeuw vestigde zij zich toch in Arnhem en Bloemendaal en begon aldaar zanglessen te geven, maar overleed al snel daarna.
Zij was een van de zangeres die optraden bij de opening van het Gebouw voor Kunsten en Wetenschappen aan de Zwarteweg in Den Haag. Ze was 2 december 1874 solisten in een inwijdingscantate geschreven door Willem Nicolaï. Vanwege dit optreden dook haar naam steeds op in de pers als die instelling weer een jubileum vierde, totdat het in 1964 afbrandde.  